# Fionnuala Ní Aoláin
Fionnuala Ní Aoláin (prononcé en irlandais : /ˈfʲɪn̪ˠuəl̪ˠə nʲiː ˈiːl̪ˠaːnʲ/, née le 9 novembre 1967 à Galway, est une juriste et docteure en droit irlandaise, spécialiste des droits humains.

## Carrière
Ní Aoláin est diplômée de l'université Queen's de Belfast (master 1990, doctorat 1998) et de la faculté de droit de Columbia (master 1996). 
Elle a été professeure intervenante dans le programme des droits humains de la faculté de droit de Harvard en 1994. À l'université Columbia, elle a été associée en droit de 1994 à 1996, puis intervenante à la faculté d’administration et des affaires internationales à l’université de Columbia de 1996 à 2000. 
Elle a été nommée professeure agrégée de droit à l'université hébraïque de Jérusalem (Israël) de 1997 à 1999. De retour aux États-Unis en 2001, elle a été enseignante à l'université de Princeton de 2001 à 2002, à la faculté de droit de l'université du Minnesota de 2003 à 2004, puis elle est retournée à la faculté de droit de Harvard en tant que professeure de 2012 à 2013.
Ní Aoláin a été nommée par le Gouvernement irlandais en décembre 2000 pour faire partie de la Commission irlandaise des droits humains, dont la création a été mandatée par l'Accord du Vendredi saint. De 2011 à 2012, elle a été consultante auprès d'ONU Femmes et du Haut-Commissariat des Nations unies aux droits de l'homme aux Nations unies « sur la réparation des préjudices liés aux violences sexuelles commises en période de conflits ». Elle est présidente du conseil d'administration de l'Open Society Foundations International Women’s Program, et était en 2014 co-présidente du conseil d’administration du rendez-vous annuel de l’organisation américaine du droit international avec Mesdames Hathaway et Johnson.  
En 2017, alors qu’elle est toujours présidente du conseil d'administration de l'Open Society Foundations International Women’s Program, ce dernier a accordé une subvention controversée de 100 000 dollars dans le but explicite « d'influencer la Rapporteure spéciale des Nations Unies sur les formes contemporaines d'esclavage » afin qu'elle rédige un rapport thématique sur le travail domestique.  
Elle a été membre dirigeante de l'organisation américaine de droit international de 2009 à 2012 et du comité sur l’administration de la Justice (CAJ), en Irlande du Nord. Elle est membre du Conseil irlandais pour les libertés civiles et a été nommée par le Secrétaire général des Nations unies en tant qu'experte spéciale sur la promotion de l'égalité des sexes en temps de conflit et de rétablissement de la paix en 2003. 
En 2004, elle a été proposée par le gouvernement irlandais parmi trois autres candidats à la Cour européenne des droits de l'Homme et a été à la fois la première femme et la première universitaire de droit à être nommée. Elle n'a toutefois pas été retenue par l'Assemblée parlementaire du Conseil de l'Europe. 
Dans le même temps, elle est professeur de droit à l'université d'Ulster, en Irlande du Nord, où elle enseigne le droit international et les droits de l'Homme. Elle est la fondatrice et l'actuelle co-directrice de l’Institut sur la Justice transitionnelle  mais aussi du cabinet Dorsey et Whitney à la faculté de droit de l'université du Minnesota. Elle est mariée à Oren Gross, professeur de droit Irving Younger à la faculté de droit de l'université du Minnesota . 
En 2015, le forum Just Security l'a décrite comme étant simultanément titulaire de la Chaire du cabinet de droit Dorsey et Whitney à la faculté de droit de l'université du Minnesota et professeure de droit à l'université d'Ulster. 
En 2017, Ní Aoláin est devenue Rapporteure spéciale chargée des droits de l’Homme dans le contexte de lutte contre le terrorisme. 

## Prix et distinction
- Bourse attribuée par le Programme Fulbright, le prix Alon, une bourse Robert Schumann et une bourse Lawlor[2].
- Membre de l'Académie royale d'Irlande, mai 2019[9]